# 2020年のFIA F3選手権
2020年のFIA F3選手権は、FIAフォーミュラ3選手権の第2回大会となった。

## エントリー
参戦ドライバーの数は30名。全車がメカクローム製の3.4L V6自然吸気エンジンを搭載したダラーラ製のF3 2019のシャーシを使い、ピレリが供給するタイヤを使用する。
| エントラント名                   | No. | ドライバー                   | 出走記録 |
| -------------------------------- | --- | ---------------------------- | -------- |
| プレマ・レーシング               | 1   | オスカー・ピアストリ         | 全戦     |
| プレマ・レーシング               | 2   | フレデリック・ヴェスティ     | 全戦     |
| プレマ・レーシング               | 3   | ローガン・サージェント       | 全戦     |
| ハイテック・グランプリ           | 4   | マックス・フュートレール     | 1-6      |
| ハイテック・グランプリ           | 4   | ピエール＝ルイ・ショベット   | 7-8      |
| ハイテック・グランプリ           | 5   | リアム・ローソン             | 全戦     |
| ハイテック・グランプリ           | 6   | デニス・ハウガー             | 全戦     |
| ARTグランプリ                    | 7   | テオ・プルシェール           | 全戦     |
| ARTグランプリ                    | 8   | アレクサンダー・スモリヤー   | 全戦     |
| ARTグランプリ                    | 9   | セバスチャン・フェルナンデス | 全戦     |
| トライデント                     | 10  | リリム・ツェンデリ           | 全戦     |
| トライデント                     | 11  | デビッド・ベックマン         | 全戦     |
| トライデント                     | 12  | オッリ・コールドウェル       | 全戦     |
| HWA・レースラボ                  | 14  | エンツォ・フィッティパルディ | 全戦     |
| HWA・レースラボ                  | 15  | ジェイク・ヒューズ           | 全戦     |
| HWA・レースラボ                  | 16  | ジャック・ドゥーハン         | 全戦     |
| MPモータースポーツ               | 17  | リチャード・フェルシュホー   | 全戦     |
| MPモータースポーツ               | 18  | ベント・フィスカール         | 全戦     |
| MPモータースポーツ               | 19  | ルーカス・デューナー         | 全戦     |
| イェンツァー・モータースポーツ   | 20  | カラン・ウィリアムズ         | 全戦     |
| イェンツァー・モータースポーツ   | 21  | フェデリコ・マルベスティティ | 全戦     |
| イェンツァー・モータースポーツ   | 22  | マッテオ・ナニーニ           | 全戦     |
| チャロウズ・レーシング・システム | 23  | ロマン・スタネック           | 全戦     |
| チャロウズ・レーシング・システム | 24  | イゴール・フラガ             | 1-8      |
| チャロウズ・レーシング・システム | 25  | デビッド・シューマッハ       | 1-6      |
| チャロウズ・レーシング・システム | 25  | ミハイル・ベロフ             | 7-9      |
| カーリン・バズ・レーシング       | 26  | クレメント・ノバラク         | 全戦     |
| カーリン・バズ・レーシング       | 27  | エナム・アーメド             | 1-3      |
| カーリン・バズ・レーシング       | 27  | ベン・バーニコート           | 4-5      |
| カーリン・バズ・レーシング       | 27  | レオナルド・プルチーニ       | 6        |
| カーリン・バズ・レーシング       | 27  | デビッド・シューマッハ       | 7-9      |
| カーリン・バズ・レーシング       | 28  | キャメロン・ダス             | 全戦     |
| カンポス・レーシング             | 29  | アレックス・ペローニ         | 全戦     |
| カンポス・レーシング             | 30  | アレッシオ・デレッダ         | 全戦     |
| カンポス・レーシング             | 31  | ソフィア・フローシュ         | 1-6, 8-9 |
| カンポス・レーシング             | 31  | アンドレアス・エストナー     | 7        |
| ソース:                          |     |                              |          |

## カレンダー
2020年カレンダーは9ラウンドで開催され、全戦F1のサポートレースとして行われた。新型コロナウイルスによって、バーレーン、ソチ、ザントフォールトの3ヶ所が中止となった。代替としてレッドブル・リンク、シルバーストン2週連続開催となった。
| ラウンド | サーキット                                             | レース1 | レース2 |
| -------- | ------------------------------------------------------ | ------- | ------- |
| 1        | レッドブル・リンク, シュピールベルク                   | 7月4日  | 7月5日  |
| 2        | レッドブル・リンク, シュピールベルク                   | 7月11日 | 7月12日 |
| 3        | ハンガロリンク, モジョロード                           | 7月18日 | 7月19日 |
| 4        | シルバーストン・サーキット, シルバーストン             | 8月1日  | 8月2日  |
| 5        | シルバーストン・サーキット, シルバーストン             | 8月8日  | 8月9日  |
| 6        | カタロニア・サーキット, ムンマロー                     | 8月15日 | 8月16日 |
| 7        | スパ・フランコルシャン, スタヴロ                       | 8月29日 | 8月30日 |
| 8        | モンツァ・サーキット, モンツァ                         | 9月5日  | 9月6日  |
| 9        | ムジェロ・サーキット, スカルペリーア・エ・サン・ピエロ | 9月12日 | 9月13日 |

| サーキット                                           | 当初のレース1開催日 | 当初のレース2開催日 |
| ---------------------------------------------------- | ------------------- | ------------------- |
| バーレーン・インターナショナル・サーキット, サヒール | 3月21日             | 3月22日             |
| ザントフォールト・サーキット, ザントフォールト       | 5月2日              | 5月3日              |
| ソチ・オートドローム, ソチ                           | 9月26日             | 9月27日             |

## 結果

### レース
| ラウンド | ラウンド | サーキット                 | ポールポジション             | ファステストラップ       | 優勝者                   | 優勝エントラント       |
| -------- | -------- | -------------------------- | ---------------------------- | ------------------------ | ------------------------ | ---------------------- |
| 1        | R1       | レッドブル・リンク         | セバスチャン・フェルナンデス | アレックス・ペローニ     | オスカー・ピアストリ     | プレマ・レーシング     |
| 1        | R2       | レッドブル・リンク         |                              | オスカー・ピアストリ     | リアム・ローソン         | ハイテック・グランプリ |
| 2        | R1       | レッドブル・リンク         | フレデリック・ヴェスティ     | フレデリック・ヴェスティ | フレデリック・ヴェスティ | プレマ・レーシング     |
| 2        | R2       | レッドブル・リンク         |                              | オスカー・ピアストリ     | テオ・プルシェール       | ARTグランプリ          |
| 3        | R1       | ハンガロリンク             | アレクサンダー・スモリヤー   | ジェイク・ヒューズ       | テオ・プルシェール       | ARTグランプリ          |
| 3        | R2       | ハンガロリンク             |                              | オスカー・ピアストリ     | デビッド・ベックマン     | トライデント           |
| 4        | R1       | シルバーストン・サーキット | ローガン・サージェント       | クレメント・ノバラク     | リアム・ローソン         | ハイテック・グランプリ |
| 4        | R2       | シルバーストン・サーキット |                              | ローガン・サージェント   | デビッド・ベックマン     | トライデント           |
| 5        | R1       | シルバーストン・サーキット | ローガン・サージェント       | リアム・ローソン         | ローガン・サージェント   | プレマ・レーシング     |
| 5        | R2       | シルバーストン・サーキット |                              | ベント・フィスカール     | ベント・フィスカール     | MPモータースポーツ     |
| 6        | R1       | カタロニア・サーキット     | ローガン・サージェント       | ジェイク・ヒューズ       | ジェイク・ヒューズ       | HWA・レースラボ        |
| 6        | R2       | カタロニア・サーキット     |                              | デニス・ハウガー         | オスカー・ピアストリ     | プレマ・レーシング     |
| 7        | R1       | スパ・フランコルシャン     | リリム・ツェンデリ           | ジェイク・ヒューズ       | リリム・ツェンデリ       | トライデント           |
| 7        | R2       | スパ・フランコルシャン     |                              | ローガン・サージェント   | ローガン・サージェント   | プレマ・レーシング     |
| 8        | R1       | モンツァ・サーキット       | リアム・ローソン             | アレックス・ペローニ     | フレデリック・ヴェスティ | プレマ・レーシング     |
| 8        | R2       | モンツァ・サーキット       |                              | クレメント・ノバラク     | ジェイク・ヒューズ       | HWA・レースラボ        |
| 9        | R1       | ムジェロ・サーキット       | リリム・ツェンデリ           | リリム・ツェンデリ       | フレデリック・ヴェスティ | プレマ・レーシング     |
| 9        | R2       | ムジェロ・サーキット       |                              | フレデリック・ヴェスティ | リアム・ローソン         | ハイテック・グランプリ |

### ドライバーズ・チャンピオンシップ
- レース1とレース2の上位10台には以下のポイントが与えられる。

レース1
| 順位     | 1位 | 2位 | 3位 | 4位 | 5位 | 6位 | 7位 | 8位 | 9位 | 10位 | PP | FL |
| ポイント | 25  | 18  | 15  | 12  | 10  | 8   | 6   | 4   | 2   | 1    | 4  | 2  |

レース2
| 順位     | 1位 | 2位 | 3位 | 4位 | 5位 | 6位 | 7位 | 8位 | 9位 | 10位 | FL |
| ポイント | 15  | 12  | 10  | 8   | 6   | 5   | 4   | 3   | 2   | 1    | 2  |

| 色   | 結果                |
| ---- | ------------------- |
| 金色 | 勝者                |
| 銀色 | 2位                 |
| 銅色 | 3位                 |
| 緑   | ポイント獲得        |
| 青   | 完走                |
| 青   | 規定周回数不足 (NC) |
| 紫   | リタイア (Ret)      |
| 黒   | 失格 (DSQ)          |
| 白   | スタートせず (DNS)  |
| 白   | 欠場 (WD)           |
| 白   | レース中止 (C)      |
| 白   | 除外 (EX)           |

- 太字はポールポジション、斜字はファステストラップ。

### チーム部門
- ポイントシステムおよび以下の書式はドライバー部門と同一である。